# Liste der Baudenkmäler in Erlangen/F
Diese Liste ist eine Teilliste der Liste der Baudenkmäler in Erlangen. Grundlage der Liste ist die Bayerische Denkmalliste, die auf Basis des bayerischen Denkmalschutzgesetzes vom 1. Oktober 1973 erstmals erstellt wurde und seither durch das Bayerische Landesamt für Denkmalpflege geführt und aktualisiert wird. Die folgenden Angaben ersetzen nicht die rechtsverbindliche Auskunft der Denkmalschutzbehörde.
Dieser Teil der Liste beschreibt die denkmalgeschützten Objekte in folgenden Straßen:
- Fahrstraße
- Fichtestraße
- Friedrich-List-Straße
- Friedrichstraße

## Fahrstraße
| Lage                     | Objekt                      | Beschreibung | Akten-Nr.               | Bild           |
| ------------------------ | --------------------------- | --- | ----------------------- | -------------- |
| Fahrstraße 4 (Standort)  | Bürgerhaus                  | Zweigeschossiger Traufseitbau, Sandsteinquader, 1733 | D-5-62-000-141 Wikidata | Bürgerhaus     |
| Fahrstraße 6 (Standort)  | Bürgerhaus                  | Zweigeschossiger Traufseitbau, Sandsteinquader, 1733 | D-5-62-000-142 Wikidata | Bürgerhaus     |
| Fahrstraße 11 (Standort) | Wohnhaus                    | 1727 zweigeschossig errichtet, jetzt erdgeschossig, mit Zwerchhaus                                                                                            | D-5-62-000-143 Wikidata | weitere Bilder |
| Fahrstraße 12 (Standort) | Wohnhaus                    | 1752 zweigeschossig errichtet, jetzt erdgeschossig, mit Zwerchhaus                                                                                            | D-5-62-000-144 Wikidata | Wohnhaus       |
| Fahrstraße 14 (Standort) | Bürgerhaus                  | Zweigeschossiger Traufseitbau, Sandsteinquader, 1726 | D-5-62-000-145 Wikidata | Bürgerhaus     |
| Fahrstraße 15 (Standort) | Evangelisches Theologenheim | zweigeschossiger, verputzter Massivbau mit Mansardwalmdach, von Eberhard Braun, 1935; Umbau eines von C. Böhmer 1891 errichteten evangelischen Herbergshauses | D-5-62-000-1483         | BW             |

## Fichtestraße
| Lage                      | Objekt    | Beschreibung                                                     | Akten-Nr.               | Bild           |
| ------------------------- | --------- | ---------------------------------------------------------------- | ----------------------- | -------------- |
| Fichtestraße 2 (Standort) | Mietshaus | Backsteinbau, Neurenaissance, 1892; vgl. Ensemble Bismarckstraße | D-5-62-000-146 Wikidata | weitere Bilder |
| Fichtestraße 4 (Standort) | Mietshaus | Backsteinbau, Neurenaissance, um 1892                            | D-5-62-000-147 Wikidata | Mietshaus      |

## Friedrich-List-Straße
| Lage                                                 | Objekt                      | Beschreibung | Akten-Nr.               | Bild           |
| ---------------------------------------------------- | --------------------------- | --- | ----------------------- | -------------- |
| Friedrich-List-Straße, Westliche Stadtmauerstraße () | Fußwegunterführung          | zwei Treppenaufgänge mit Überdachungen, offene Walmdachkonstruktionen auf unverputzten, rechteckigen Sandsteinquaderpfeilern, von Fritz Limpert, 1937; Eisenbahnunterführung zwischen Westliche Stadtmauerstraße und Friedrich-List-Straße, bei km 23,786 | D-5-62-000-1465         |                |
| Friedrich-List-Straße 10 (Standort)                  | Ehemaliges Pflasterzollhaus | Erdgeschossiger Sandsteinquaderbau, um 1844/45 an der ehemaligen Brucker Straße errichtet | D-5-62-000-998 Wikidata | weitere Bilder |

## Friedrichstraße
| Lage                                                        | Objekt                                                             | Beschreibung | Akten-Nr.               | Bild                                                               |
| ----------------------------------------------------------- | ------------------------------------------------------------------ | --- | ----------------------- | ------------------------------------------------------------------ |
| Friedrichstraße 1, Kammererstraße 6 (Standort)              | Bürgerhaus                                                         | zweigeschossiger, L-förmiger Sandsteinquadereckbau mit Satteldach, Pilaster- und Gesimsgliederung und geohrten Fensterrahmungen, 1707, Entkernung 1935 | D-5-62-000-149 Wikidata | Bürgerhaus                                                         |
| Friedrichstraße 2, Weiße Herzstraße 10 (Standort)           | Bürgerhaus                                                         | zweigeschossiger, L-förmiger Sandsteinquadereckbau mit Mansarddächern, Zwerchhäusern mit Dreiecksgiebeln, Pilaster- und Gesimsgliederung sowie geohrten Fensterrahmungen, 3. Viertel 18. Jahrhundert, Dachgeschoss Ende 19. Jahrhundert                         | D-5-62-000-150 Wikidata | Bürgerhaus                                                         |
| Friedrichstraße 4 (Standort)                                | Bürgerhaus                                                         | Zweigeschossiger Traufseitbau, Aufzugerker, 1719 | D-5-62-000-151 Wikidata | Bürgerhaus                                                         |
| Friedrichstraße 6 (Standort)                                | Bürgerhaus                                                         | Zweigeschossiger Traufseitbau, zweite Hälfte 18. Jahrhundert | D-5-62-000-152 Wikidata | Bürgerhaus                                                         |
| Friedrichstraße 7 (Standort)                                | Bürgerhaus                                                         | Zweigeschossiger Traufseitbau, Stuckfelderung im Obergeschoss, 1713 | D-5-62-000-153 Wikidata | weitere Bilder                                                     |
| Friedrichstraße 8 (Standort)                                | Bürgerhaus                                                         | Zweigeschossiger Traufseitbau, zweite Hälfte 18. Jahrhundert | D-5-62-000-154          | Bürgerhaus                                                         |
| Friedrichstraße 9 (Standort)                                | Leimberger-Haus                                                    | Bürgerhaus, zweigeschossiger Traufseitbau, Sandsteinquader, Obergeschosszimmer mit Stuckausstattung und Deckengemälde, wohl von Christian Leimberger, 1713 | D-5-62-000-155 Wikidata | weitere Bilder                                                     |
| Friedrichstraße 11 (Standort)                               | Bürgerhaus                                                         | Zweigeschossiger Traufseitbau, Sandsteinquader, 1712 | D-5-62-000-156 Wikidata | Bürgerhaus                                                         |
| Friedrichstraße 12 (Standort)                               | Bürgerhaus                                                         | Zweigeschossiger Mansarddach-Eckbau, Sandsteinquader, 1728 | D-5-62-000-157 Wikidata | Bürgerhaus                                                         |
| Friedrichstraße 13 (Standort)                               | Bürgerhaus                                                         | Zweigeschossiger Eckbau, zweiflügelig, verputztes Fachwerkobergeschoss mit Stuckdekor, Zwerchhaus, 1719 | D-5-62-000-158 Wikidata | Bürgerhaus                                                         |
| Friedrichstraße 14 (Standort)                               | Bürgerhaus                                                         | Zweigeschossiger Traufseitbau, 1717, Stuckfelderung im Obergeschosszimmer | D-5-62-000-159 Wikidata | Bürgerhaus                                                         |
| Friedrichstraße 15 (Standort)                               | Evangelisch-lutherisches Dekanat und erstes Pfarrhaus der Neustadt | Zweigeschossige Fassade, Dacherker mit Rundgiebel, Sandsteinquader, 1745/46 | D-5-62-000-160 Wikidata | Evangelisch-lutherisches Dekanat und erstes Pfarrhaus der Neustadt |
| Friedrichstraße 16 (Standort)                               | Bürgerhaus                                                         | Zweigeschossiger Traufseitbau mit Mansarddach, 1723 | D-5-62-000-161 Wikidata | weitere Bilder                                                     |
| Friedrichstraße 17, Südliche Stadtmauerstraße 28 (Standort) | Egloffsteinsches Palais                                            | Dreiflügelanlage, zweigeschossiger Sandsteinquaderbau mit Walmdächern, Lisenen- und Gesimsgliederung, in der östlichen Hauptfassade Mittelrisalit mit Mansardwalmdach, im Hof Holzgalerie, errichtet 1718, Obergeschoss des Südflügels 1783/84; mit Ausstattung | D-5-62-000-162 Wikidata | weitere Bilder                                                     |
| Friedrichstraße 19 (Standort)                               | Wildensteinsches Palais                                            | Zweigeschossiger Walmdach-Eckbau, zweiflügelig, Stuckfelderung im Flur, Treppenhaus und einem Eckzimmer, Treppengeländer mit Balustern, 1722 | D-5-62-000-163 Wikidata | weitere Bilder                                                     |
| Friedrichstraße 20 (Standort)                               | Bürgerhaus                                                         | Zweigeschossiger Traufseitbau, Erdgeschoss Sandsteinquader, Obergeschoss verputztes Fachwerk, Zwerchhaus, 1719 | D-5-62-000-164 Wikidata | weitere Bilder                                                     |
| Friedrichstraße 26 (Standort)                               | Palais Winkler von Mohrenfels                                      | Zweigeschossiger Walmdach-Eckbau, zweiflügelig, Sandsteinquader, Zwerchhaus, 1726 Stuckdecken im Erdgeschoss, Holzvertäfelungen und -türrahmungen im Saal | D-5-62-000-165 Wikidata | weitere Bilder                                                     |
| Friedrichstraße 27 (Standort)                               | Bürgerhaus                                                         | Zweigeschossiger Traufseitbau, 1722 | D-5-62-000-166 Wikidata | Bürgerhaus                                                         |
| Friedrichstraße 28 (Standort)                               | Bünausches Palais                                                  | Zweigeschossiger Mansarddach-Eckbau, zweiflügelig, 1726 errichtet, ausgebaut seit 1751 Treppengeländer mit Balustern, Stuckdecke im Erd- und im Dachgeschoss | D-5-62-000-167 Wikidata | weitere Bilder                                                     |
| Friedrichstraße 30 (Standort)                               | Bürgerhaus                                                         | Zweigeschossiger Traufseitbau, 1726 | D-5-62-000-168 Wikidata | Bürgerhaus                                                         |
| Friedrichstraße 31 (Standort)                               | Bürgerhaus                                                         | Zweigeschossiger Traufseitbau, Zwerchhaus, 1722 | D-5-62-000-169 Wikidata | Bürgerhaus                                                         |
| Friedrichstraße 33 (Standort)                               | Adelshaus                                                          | Zweigeschossiger Walmdach-Eckbau, Erdgeschoss Sandsteinquader, 1722 Zugehöriger Flügel an der Fahrstraße verbindet mit dementsprechend angelegten Haus Südliche Stadtmauerstraße 40 zu symmetrischer Baugruppe                                                  | D-5-62-000-170 Wikidata | weitere Bilder                                                     |
| Friedrichstraße 34 (Standort)                               | Ehemaliges Gasthaus zum Geharnischten Engel                        | Dreigeschossiger Traufseitbau, 1729, drittes Geschoss neuzeitlich | D-5-62-000-171 Wikidata | weitere Bilder                                                     |
| Friedrichstraße 35 (Standort)                               | Lynckersches Palais                                                | Zweigeschossiger Eckbau, Sandsteinquader, 1748, Treppengeländer mit Balustern | D-5-62-000-172 Wikidata | weitere Bilder                                                     |
| Friedrichstraße 36 (Standort)                               | Bürgerhaus                                                         | Dreigeschossiger Traufseitbau, 1730, drittes Geschoss neuzeitlich | D-5-62-000-173 Wikidata | Bürgerhaus                                                         |
| Friedrichstraße 37 (Standort)                               | Bürgerhaus                                                         | Zweigeschossiger Traufseitbau, Sandsteinquader, Stuckfelderung im Obergeschoss, 1729 | D-5-62-000-174 Wikidata | weitere Bilder                                                     |
| Friedrichstraße 38 (Standort)                               | Bürgerhaus                                                         | Zweigeschossiger Traufseitbau, 1730 | D-5-62-000-175 Wikidata | Bürgerhaus                                                         |
| Friedrichstraße 39 (Standort)                               | Bürgerhaus                                                         | Zweigeschossiger Traufseitbau, Sandsteinquader, Zwerchhaus, Stuckfelderung im Obergeschoss, 1728 | D-5-62-000-176 Wikidata | Bürgerhaus                                                         |
| Friedrichstraße 40 (Standort)                               | Bürgerhaus                                                         | Zweigeschossiger Mansarddach-Eckbau, 1755/56 | D-5-62-000-177 Wikidata | weitere Bilder                                                     |
| Friedrichstraße 41 (Standort)                               | Bürgerhaus                                                         | Zweigeschossiger Traufseitbau, Aufzugerker, 1728 | D-5-62-000-178 Wikidata | Bürgerhaus                                                         |
| Friedrichstraße 43 (Standort)                               | Bürgerhaus                                                         | Zweigeschossiger Traufseitbau, Sandsteinquader, um 1800 | D-5-62-000-179 Wikidata | Bürgerhaus                                                         |
| Friedrichstraße 53 (Standort)                               | Bürgerhaus                                                         | Zweigeschossiger Traufseitbau, Sandsteinquader, 1799 | D-5-62-000-180          | Bürgerhaus                                                         |
| Friedrichstraße 55 (Standort)                               | Gasthaus                                                           | Zweigeschossiger Eckbau, Ende 18. Jahrhundert | D-5-62-000-181 Wikidata | Gasthaus                                                           |

## Ehemalige Baudenkmäler
In diesem Abschnitt sind Objekte aufgeführt, die früher einmal in der Denkmalliste eingetragen waren, jetzt aber nicht mehr. Objekte, die in anderem Zusammenhang also z. B. als Teil eines Baudenkmals weiter eingetragen sind, sollen hier nicht aufgeführt werden. Aktennummern in diesem Abschnitt sind ehemalige, jetzt nicht mehr gültige Aktennummern.

| Lage                     | Objekt            | Beschreibung                  | Akten-Nr.                | Bild              |
| ------------------------ | ----------------- | ----------------------------- | ------------------------ | ----------------- |
| Fuchsengarten (Standort) | Toilettenhäuschen | in Stadtmauer eingebaut, 1928 | D-5-62-000-1019 Wikidata | Toilettenhäuschen |